# 明日は咲こう花咲こう
明日は咲こう花咲こう（あすはさこうはなさこう）は、三田明と吉永小百合がデュエットで吹き込みヒットした歌謡曲を、それを歌謡映画にした1965年の日活映画。8月14日封切り。カラー、日活スコープ、89分。
1965年4月、作詩・西沢爽 作曲・吉田正で発売されヒットし、江崎実生監督で歌謡映画となった。原作として由起しげ子の「ヒマワリさん」が使われている。
「公衆衛生意識の向上」を広める活動をとおして、感染症との戦いを最前線の地方から支えてきた「保健婦」の活躍を描いている。

## あらすじ
週刊毎朝の記者を恋人にもつ小日山ひろ子は、長野県下と思われる僻地・姫虎村に保健婦として赴任した。姫虎村には想像を超える貧困と住民の無知が蔓延していた。ひろ子は上水道も引かれていない農村の不衛生な生活ぶりを改めようとするが、村は尊道教というカルトまがいの新興宗教教祖と村長に支配されていてままならず、心ある医師らもその風潮に逆らえない。そんな中、子供たちに赤痢が発生するが、教祖と村長は大腸カタルだと決めつける。教祖や村長からの妨害を回避するために、また、村民のパニックを避けるために、ひろ子は方便を使い、村民には大腸カタルだと言いつつ、医師と共に赤痢用の治療を続け、近隣の市から応援隊が来るのを待つのだった。三田明は、この村出身の人気芸能人・三田明として出演している。

## スタッフ
- 監督：江崎実生
- 企画：横山弥太郎
- 脚本：山田信夫・宮内婦貴子
- 原作：「ヒマワリさん」 由起しげ子
- 撮影：姫田真佐久
- 音楽：伊部晴美
- 美術：千葉和彦

## キャスト
- 小日山ひろ子：吉永小百合
- 三田明：三田明
- 浜野新樹：中尾彬
- 卓美：頭師佳孝
- 尊道教・教祖：伊藤雄之助
- 桶川松千代：砂塚秀夫
- 藪本助役：金子信雄
- 塩谷村長：花沢徳衛
- 塩谷今朝雄：山内賢
- 中村伊作：武藤章生
- 荒木先生：木島一郎
- 奥さん：鏑木ハルナ
- 有賀医師：垂水悟郎
- 小川チエ：西尾三枝子
- 大倉儀一：河上信夫
- 大倉産婦：福田トヨ
- 大竹助産婦：武智豊子
- 編集長：鈴木瑞穂
- 留吉 ：柳瀬志郎
- 田中美代子 ：山本陽子
- 農婦ヒサ ：漆沢政子
- 花小路トコ：北島佳子

## 同時上映
- 星と俺とできめたんだ